# Alpina D3 Biturbo
Der Alpina D3 Biturbo ist ein PKW des Fahrzeugherstellers Alpina. Er wird seit 2008 produziert und basiert auf den BMW 3er-Baureihen. Er ist die Dieselvariante des Alpina B3.

## Alpina D3 Biturbo der Baureihe E90
Der Alpina D3 Biturbo basiert auf dem BMW E90. Er besitzt einen biturboaufgeladenen Dieselmotor, der 157 kW (214 PS) leistet. Erhältlich war der von 2008 bis 2013 produzierte D3 Biturbo als Limousine, Touring und Coupé.
Der D3 ist mit einem Front- und optionalen Heckspoiler ausgestattet. Die BMW-Abgasanlage wurde durch ein verchromtes Doppelendrohr ersetzt. Darüber hinaus verzierte Alpina die Fahrzeuge wahlweise mit Streifen in Silber oder Gold, an den Seiten und der Front. Im Innenraum sind keine BMW-Embleme enthalten, sondern lediglich die Alpina-Embleme, auf Wunsch auch in den Sitzen. Am Himmel findet man in der Mitte, bei den Schaltern für die Innenraumbeleuchtung, eine Art Plakette, welche neben dem Hersteller das Logo sowie das Modell des Wagens enthält. Eine Besonderheit ist, dass man auf der Plakette ablesen kann, um welche Fahrzeugnummer es sich handelt. Der Alpina D3 Bi-Turbo wurde insgesamt 1301 mal gebaut. Die Stückzahlen verteilen sich folgendermaßen: Limousine 478, Touring 534 und Coupé 289. Der von Alpina in Bereichen wie Abgas- und Ansaugsystem sowie Motorsteuerung modifizierte BMW N47 D20 leistet maximal 157 kW (214 PS). Der Ladeluftkühler wurde vom BMW N57D30OL verbaut, das Hinterachsgetriebe aus einem E90 325d.
|                                                                  | Limousine                          | Touring                            | Coupé                              |
| ---------------------------------------------------------------- | ---------------------------------- | ---------------------------------- | ---------------------------------- |
| Motortyp                                                         | Dieselmotor                        | Dieselmotor                        | Dieselmotor                        |
| Motorbauart                                                      | R4                                 | R4                                 | R4                                 |
| Motoraufladung                                                   | Bi-Turbolader                      | Bi-Turbolader                      | Bi-Turbolader                      |
| Gemischaufbereitung                                              | Common-Rail-Direkteinspritzung (1) | Common-Rail-Direkteinspritzung (1) | Common-Rail-Direkteinspritzung (1) |
| Hubraum                                                          | 1995 cm³                           | 1995 cm³                           | 1995 cm³                           |
| max. Leistung                                                    | 157 kW (214 PS)                    | 157 kW (214 PS)                    | 157 kW (214 PS)                    |
| max. Drehmoment                                                  | 450 Nm bei 2000–2500/min           | 450 Nm bei 2000–2500/min           | 450 Nm bei 2000–2500/min           |
| Höchstgeschwindigkeit                                            | 244 km/h                           | 241 km/h                           | 244 km/h                           |
| Beschleunigung 0–100 km/h                                        | 6,9 s                              | 7,2 s                              | 6,9 s                              |
| Kraftstoffverbrauch (nach EWG-Richtlinie, kombiniert auf 100 km) | 5,4 l                              | 5,5 l                              | 5,4 l                              |
| CO2-Emission, kombiniert                                         | 144 g/km                           | 145 g/km                           | 144 g/km                           |
| Abgasnorm nach EU-Klassifikation                                 | Euro 5                             | Euro 5                             | Euro 5                             |

## Alpina D3 Biturbo der Baureihe F30
Der Alpina D3 Biturbo wurde auf der IAA 2013 präsentiert. Er basiert auf dem BMW F30. Erhältlich ist der D3 Biturbo als Limousine und Touring mit einem drei Liter Reihensechszylinder-Bi-Turbolader-Dieselmotor mit einer maximalen Leistung von 257 kW (350 PS). Der Touring ist auch mit Allradantrieb, basierend auf BMW xDrive, erhältlich.

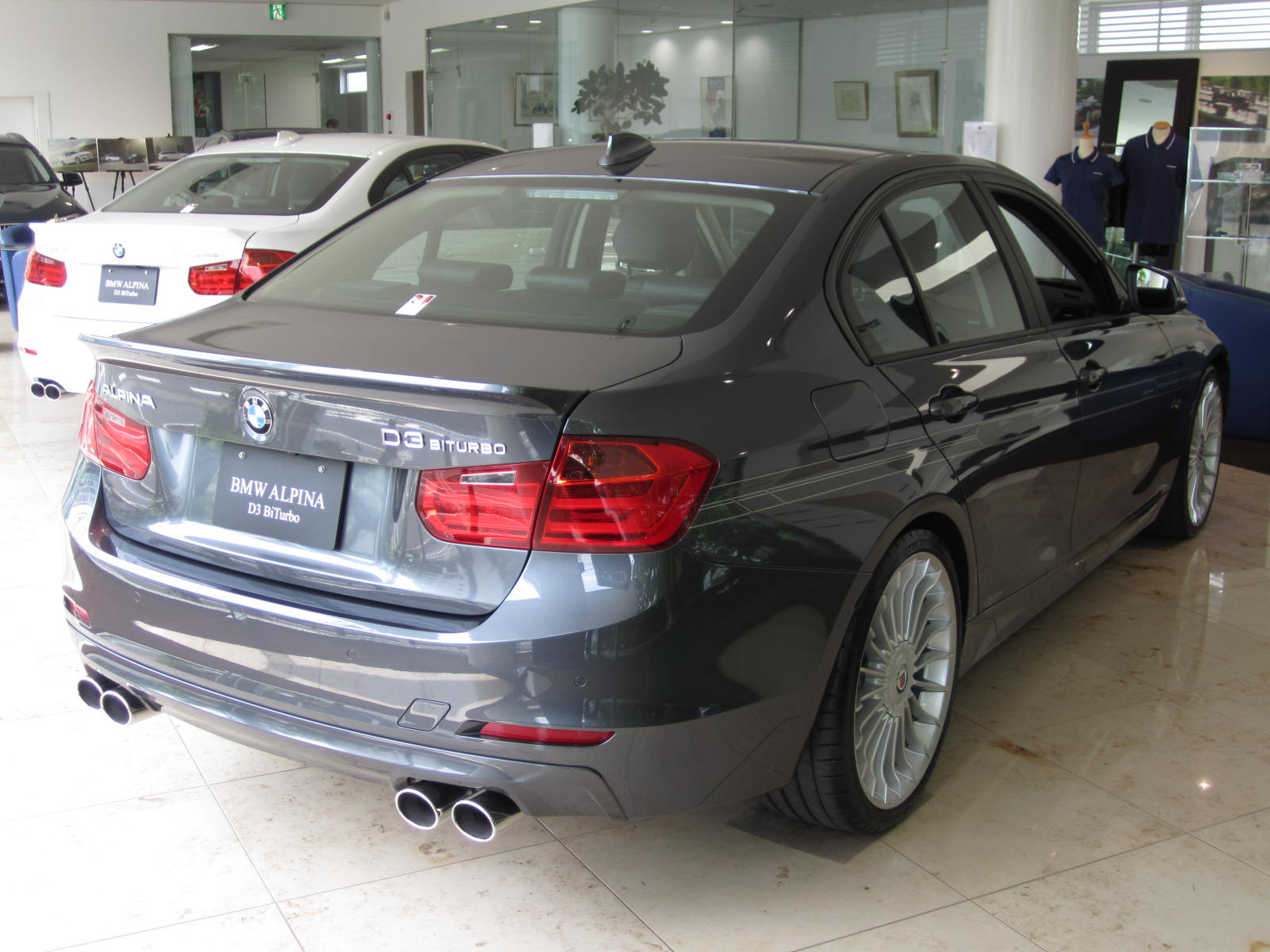
Heckansicht
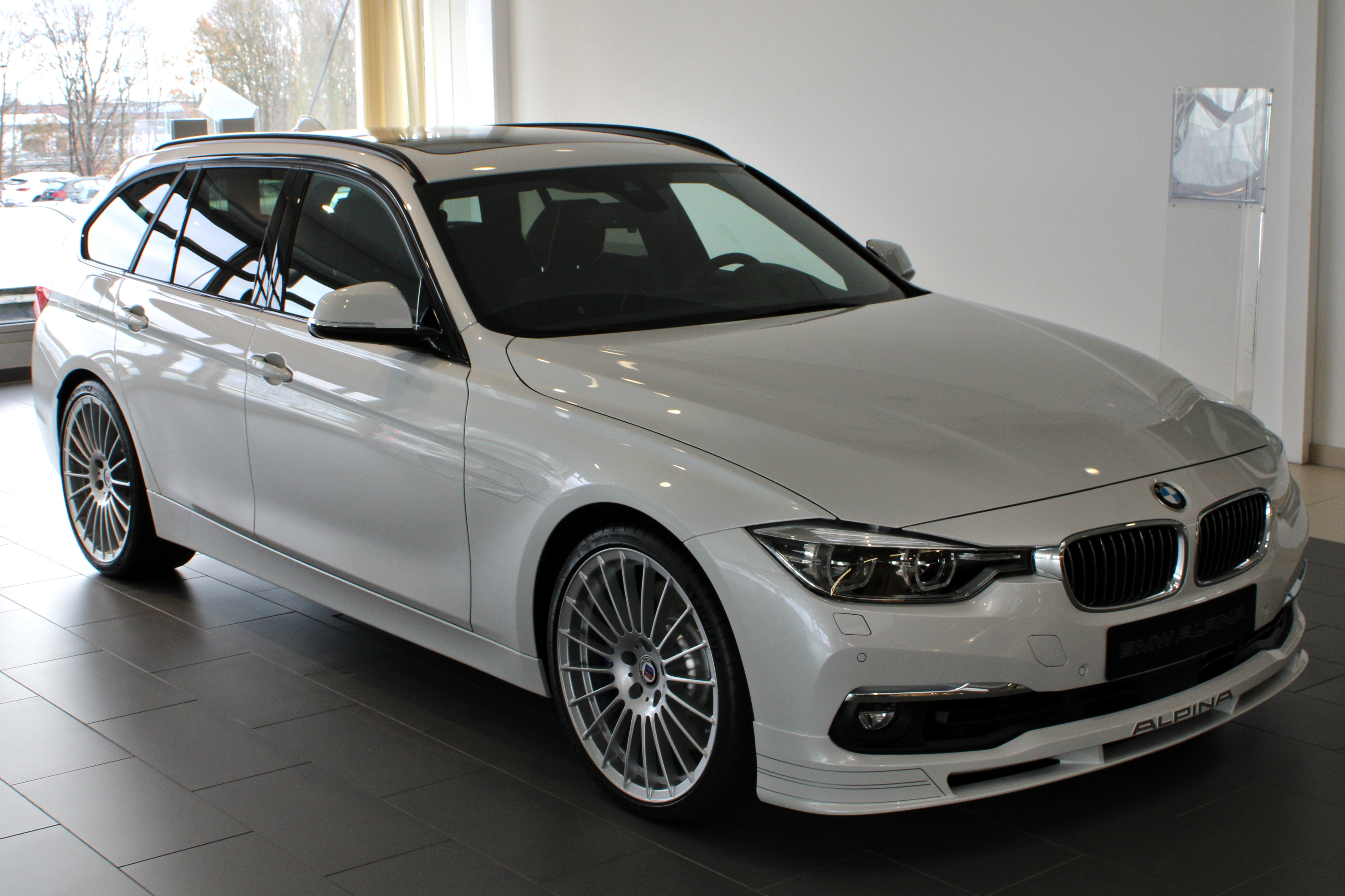
Alpina D3 BiTurbo Touring (2013–2018)
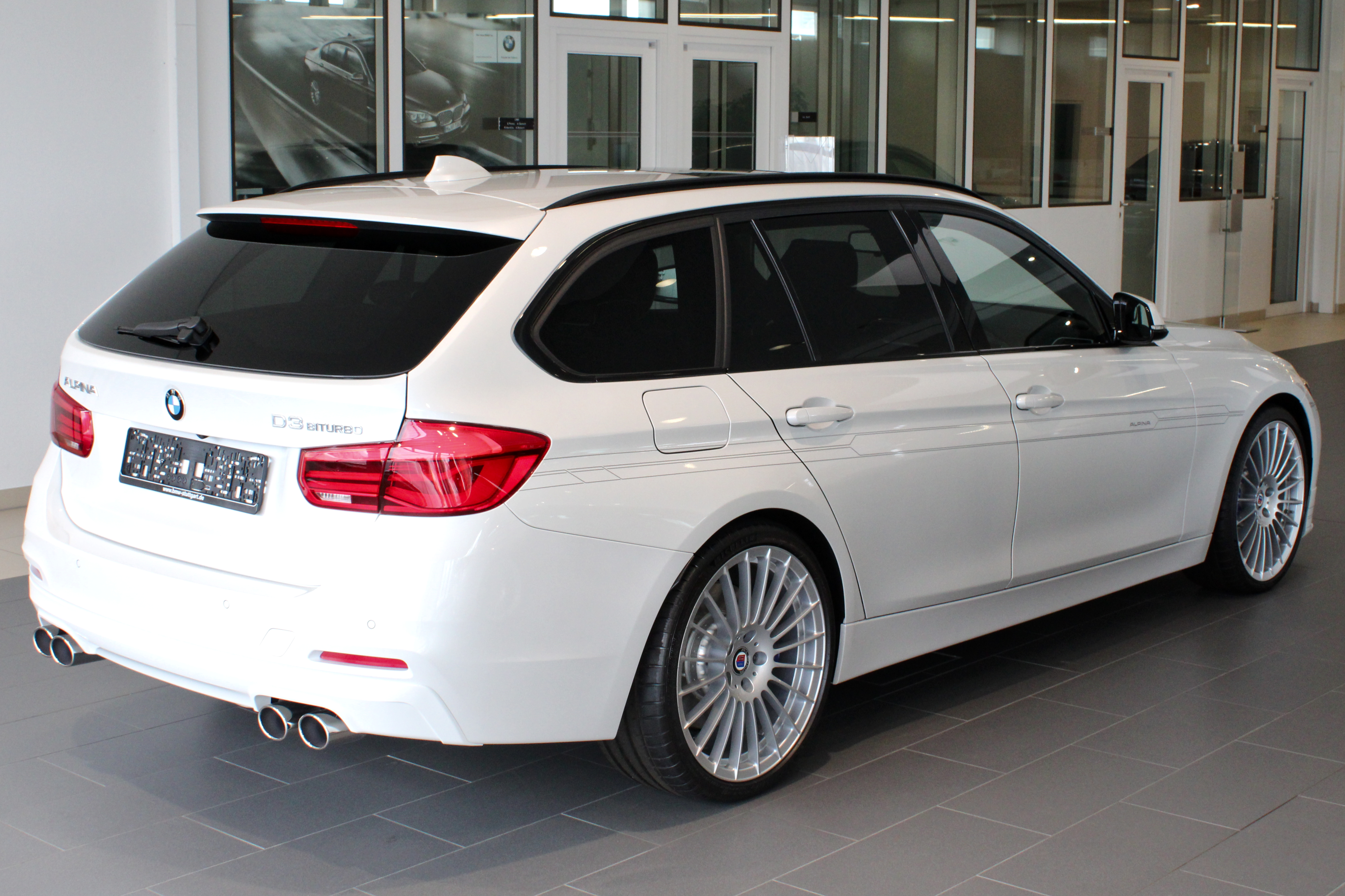
Heckansicht
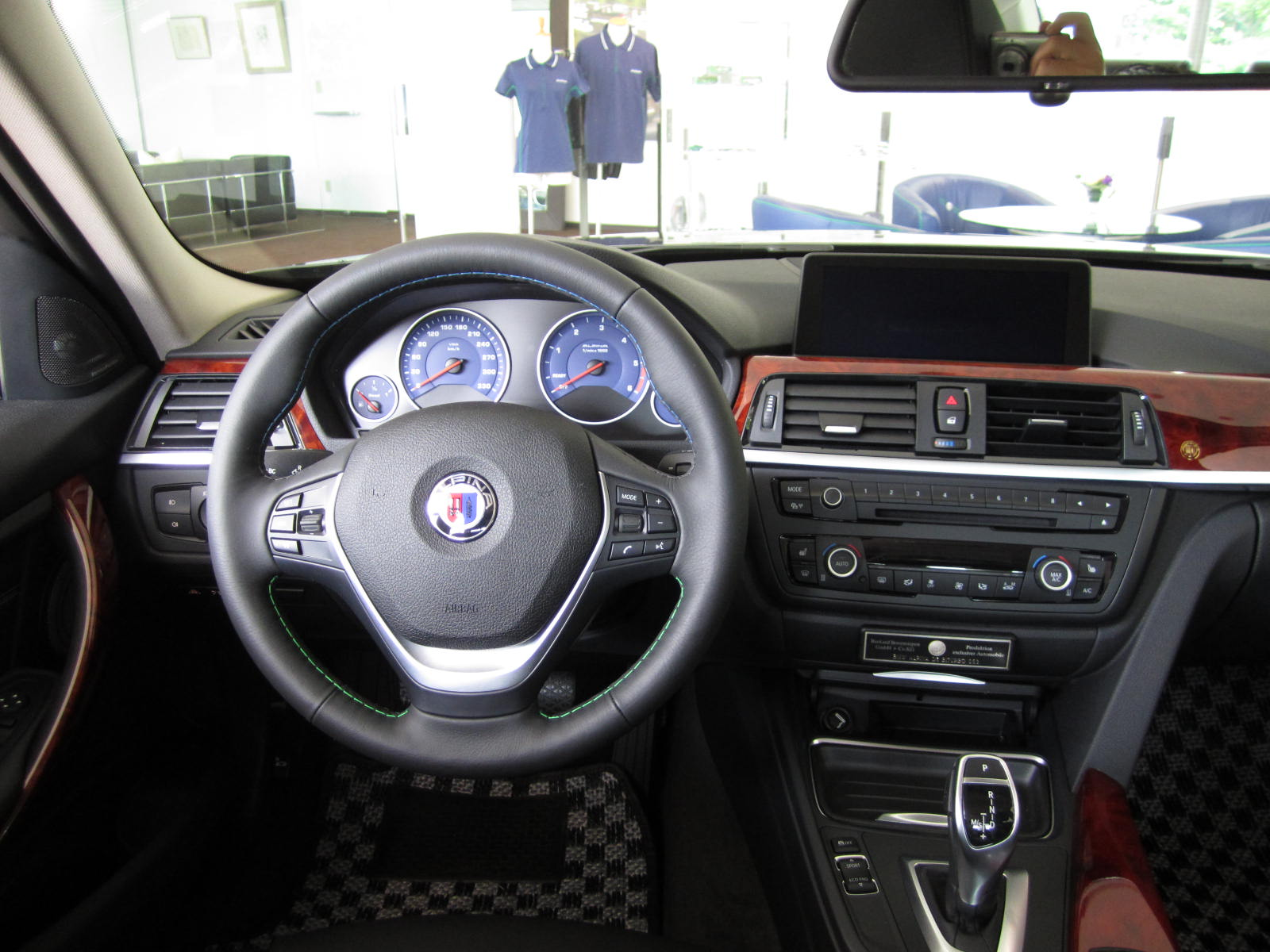
Innenraum

|                                                                  |                                                                  | Limousine                          | Touring                            | Touring Allrad                     |
| ---------------------------------------------------------------- | ---------------------------------------------------------------- | ---------------------------------- | ---------------------------------- | ---------------------------------- |
| Motortyp                                                         | Motortyp                                                         | Dieselmotor                        | Dieselmotor                        | Dieselmotor                        |
| Motorbauart                                                      | Motorbauart                                                      | R6                                 | R6                                 | R6                                 |
| Motoraufladung                                                   | Motoraufladung                                                   | Bi-Turbolader                      | Bi-Turbolader                      | Bi-Turbolader                      |
| Gemischaufbereitung                                              | Gemischaufbereitung                                              | Common-Rail-Direkteinspritzung (1) | Common-Rail-Direkteinspritzung (1) | Common-Rail-Direkteinspritzung (1) |
| Hubraum                                                          | Hubraum                                                          | 2993 cm³                           | 2993 cm³                           | 2993 cm³                           |
| max. Leistung                                                    | max. Leistung                                                    | 257 kW (349 PS) bei 4000/min       | 257 kW (349 PS) bei 4000/min       | 257 kW (349 PS) bei 4000/min       |
| max. Drehmoment                                                  | max. Drehmoment                                                  | 700 Nm bei 1500–3000/min           | 700 Nm bei 1500–3000/min           | 700 Nm bei 1500–3000/min           |
| Antrieb                                                          | Antrieb                                                          | Hinterradantrieb                   | Hinterradantrieb                   | Allradantrieb                      |
| Höchstgeschwindigkeit                                            | 2013–2016                                                        | 278 km/h                           | 276 km/h                           | 274 km/h                           |
| Höchstgeschwindigkeit                                            | 2016–2018                                                        | 276 km/h                           | 274 km/h                           | 270 km/h                           |
| Beschleunigung 0–100 km/h                                        | Beschleunigung 0–100 km/h                                        | 4,6 s                              | 4,6 s                              | 4,5 s                              |
| Kraftstoffverbrauch (nach EWG-Richtlinie, kombiniert auf 100 km) | Kraftstoffverbrauch (nach EWG-Richtlinie, kombiniert auf 100 km) | 5,3 l                              | 5,5 l                              | 5,6 l                              |
| CO2-Emission, kombiniert                                         | CO2-Emission, kombiniert                                         | 139 g/km                           | 142 g/km                           | 147 g/km                           |
| Abgasnorm nach EU-Klassifikation                                 | Abgasnorm nach EU-Klassifikation                                 | Euro 6                             | Euro 6                             | Euro 6                             |

## Alpina D3 S
Die auf dem BMW G20 basierende Baureihe präsentierte Alpina im Mai 2020. Der auf dem B57D30T2 aus dem M340d xDrive basierende biturboaufgeladene Dieselmotor leistet 261 kW (355 PS). Erhältlich ist das Modell seit November 2020 als Limousine und Touring. Eine überarbeitete Version wurde kurz nach der Vorstellung des modellgepflegten 3ers im Mai 2022 präsentiert. Alle Varianten haben serienmäßig Allradantrieb.

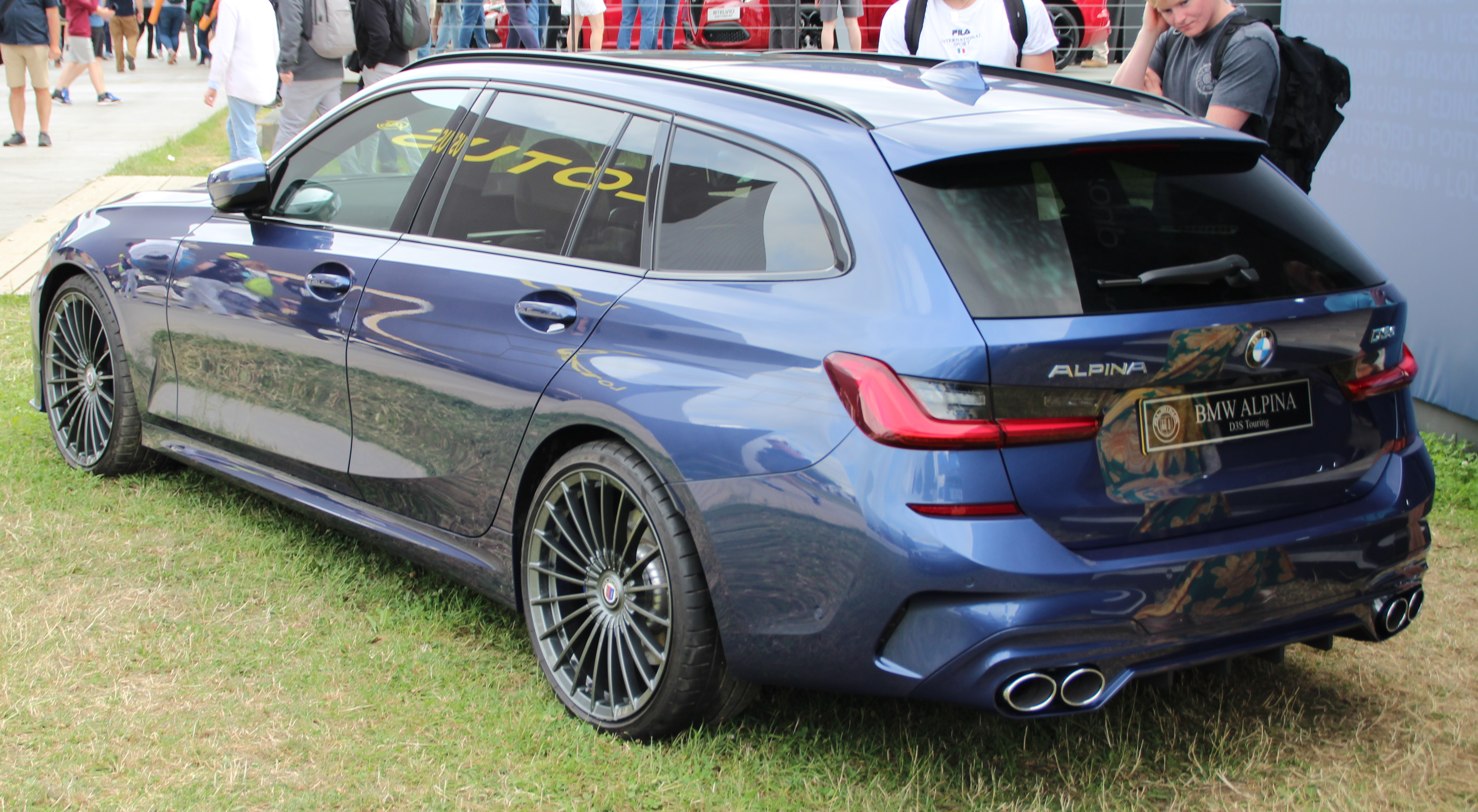
Heckansicht
Alpina D3 S Touring (seit 2022)

### Technische Daten
|                                            | D3 S Limousine Allrad                    | D3 S Touring Allrad                      | D3 S Limousine Allrad                    | D3 S Touring Allrad                      |
| ------------------------------------------ | ---------------------------------------- | ---------------------------------------- | ---------------------------------------- | ---------------------------------------- |
| Bestellzeitraum                            | 11/2020–10/2022                          | 11/2020–10/2022                          | seit 10/2022                             | seit 10/2022                             |
| Motorart                                   | Dieselmotor                              | Dieselmotor                              | Dieselmotor                              | Dieselmotor                              |
| Motorbauart                                | R6                                       | R6                                       | R6                                       | R6                                       |
| Motoraufladung                             | Biturbo                                  | Biturbo                                  | Biturbo                                  | Biturbo                                  |
| Gemischaufbereitung                        | Common-Rail-Direkteinspritzung           | Common-Rail-Direkteinspritzung           | Common-Rail-Direkteinspritzung           | Common-Rail-Direkteinspritzung           |
| Ventilanzahl                               | 24                                       | 24                                       | 24                                       | 24                                       |
| Hubraum                                    | 2993 cm³                                 | 2993 cm³                                 | 2993 cm³                                 | 2993 cm³                                 |
| Verdichtungsverhältnis                     | 16,5 : 1                                 | 16,5 : 1                                 | 16,5 : 1                                 | 16,5 : 1                                 |
| max. Leistung bei min−1                    | 261 kW (355 PS)/4000–4200                | 261 kW (355 PS)/4000–4200                | 261 kW (355 PS)/4000–4200                | 261 kW (355 PS)/4000–4200                |
| max. Drehmoment bei min−1                  | 730 Nm/1750–2750                         | 730 Nm/1750–2750                         | 730 Nm/1750–2750                         | 730 Nm/1750–2750                         |
| Antriebsart, serienmäßig                   | Allradantrieb                            | Allradantrieb                            | Allradantrieb                            | Allradantrieb                            |
| Getriebeart, serienmäßig                   | 8-Gang-Automatikgetriebe „Switch-Tronic“ | 8-Gang-Automatikgetriebe „Switch-Tronic“ | 8-Gang-Automatikgetriebe „Switch-Tronic“ | 8-Gang-Automatikgetriebe „Switch-Tronic“ |
| Getriebehersteller                         | ZF                                       | ZF                                       | ZF                                       | ZF                                       |
| Leergewicht                                | 1950 kg                                  | 2010 kg                                  | 1950 kg                                  | 2020 kg                                  |
| Beschleunigung, 0–100 km/h                 | 4,6 s                                    | 4,8 s                                    | 4,6 s                                    | 4,8 s                                    |
| Höchstgeschwindigkeit                      | 273 km/h                                 | 270 km/h                                 | 273 km/h                                 | 270 km/h                                 |
| Kraftstoffverbrauch auf 100 km, kombiniert | 6,4 l Diesel                             | 6,4 l Diesel                             | 6,9 l Diesel                             | 6,9 l Diesel                             |
| CO2-Emission, kombiniert                   | 167 g/km                                 | 167 g/km                                 | 182 g/km                                 | 182 g/km                                 |
| Tankinhalt                                 | 59 l                                     | 59 l                                     | 59 l                                     | 59 l                                     |
| Abgasnorm nach EU-Klassifikation           | Euro 6d-ISC-FCM                          | Euro 6d-ISC-FCM                          | Euro 6d-ISC-FCM (seit 06/2024: Euro 6e)  | Euro 6d-ISC-FCM (seit 06/2024: Euro 6e)  |